# زاميا مفترشة
زاميا مفترشة (الاسم العلمي: Zamia decumbens) هي نوع من النباتات تتبع جنس الزاميا من الفصيلة الزامية.